# Bruno Steiger
Bruno Steiger (* 3. Juni 1946 in Zürich) ist ein Schweizer Schriftsteller.

## Leben
Bruno Steiger absolvierte eine Ausbildung zum Technischen Zeichner und arbeitete anschliessend bis 1986 als Hilfszeichner in der Konstruktion. Seitdem lebt er als freier Schriftsteller und Literaturkritiker in Zürich.
Bruno Steiger ist Verfasser von Romanen, Erzählungen, Essays und Gedichten. Er ist Mitglied des Verbandes Autorinnen und Autoren der Schweiz. Steiger nahm am Ingeborg-Bachmann-Wettbewerb 1989 und 1997 in Klagenfurt teil.

## Auszeichnungen
- 1981 Werkjahr der Stadt und des Kantons Luzern
- 1985 Werkpreis von Stadt und Kanton Luzern
- 1985 Buchpreis des Kantons Bern
- 1999 Preis der Innerschweizer Literaturförderung
- 2000 Anerkennungspreis der Marianne-und-Curt-Dienemann-Stiftung
- 2004 Werkbeitrag des Kantons Zürich

## Werke (Auswahl)
- Der Panamakanal und der Panamakanal. Prosa. Benziger, Zürich 1983, ISBN 3-545-36366-X
- Gurdjieffs Argument. Roman. Rowohlt, Reinbek bei Hamburg 1985, ISBN 3-498-06182-8
- Notton Tunkelbald. Essay. Edition Howeg, Zürich 1988, ISBN 3-85736-079-8
- Melodie und Irrtum. Neun Erzählungen. Edition Howeg, Zürich 1989, ISBN 3-85736-090-9
- Jackson Pollock in Amerika. Roman. Rowohlt, Reinbek bei Hamburg 1993, ISBN 3-498-06287-5
- Unter sich. Korrespondenzen, Differenzen (mit Felix Philipp Ingold). Droschl, Graz 1996, ISBN 3-85420-426-4
- Der vierte Spiegel. Roman. Residenz, Salzburg 1998, ISBN 3-7017-1124-0
- Der Billardtisch. Erzählung. Edition Frey, Zürich 2001, ISBN 3-905509-37-7
- Erhöhter Blauanteil. Roman. Nagel & Kimche, München 2004, ISBN 3-312-00337-7
- Falsche Filme. Roman. Nagel & Kimche, München 2006, ISBN 3-312-00382-2
- Das Fenster in der Luft. Aufzeichnungen. Engeler, Basel 2008, ISBN 978-3-938767-49-8
- Zwischen Unorten. Über Literatur und Kunst. Engeler, Basel 2009, ISBN 978-3-938767-70-2
- Die Palmeninsel. Kinderbuch. Edition Howeg, Zürich 2012, ISBN 978-3-85736-284-2
- Der Trick mit dem Sprung aus dem Stuhl. Engeler, Zürich u. Solothurn 2012
- Späte Notizen. Edition Howeg, Zürich 2016, ISBN 978-3-85736-314-6

### Herausgeberschaft
- Luigi Snozzi – auf den Spuren des Ortes. Katalog zur gleichnamigen Ausstellung. Museum für Gestaltung, Zürich 1996, ISBN 3-907065-62-X